# Municipio de Caney (condado de Nevada)
El municipio de Caney (en inglés: Caney Township) es un municipio ubicado en el condado de Nevada en el estado estadounidense de Arkansas. En el año 2010 tenía una población de 539 habitantes y una densidad poblacional de 5,68 personas por km².

## Geografía
El municipio de Caney se encuentra ubicado en las coordenadas 33°36′27″N 93°15′58″O / 33.60750, -93.26611. Según la Oficina del Censo de los Estados Unidos, el municipio tiene una superficie total de 94.92 km², de la cual 94,41 km² corresponden a tierra firme y (0,53 %) 0,51 km² es agua.

## Demografía
Según el censo de 2010, había 539 personas residiendo en el municipio de Caney. La densidad de población era de 5,68 hab./km². De los 539 habitantes, el municipio de Caney estaba compuesto por el 49,54 % blancos, el 50,09 % eran afroamericanos y el 0,37 % eran de una mezcla de razas. Del total de la población el 0,74 % eran hispanos o latinos de cualquier raza.